# Discographie de Jackie Wilson

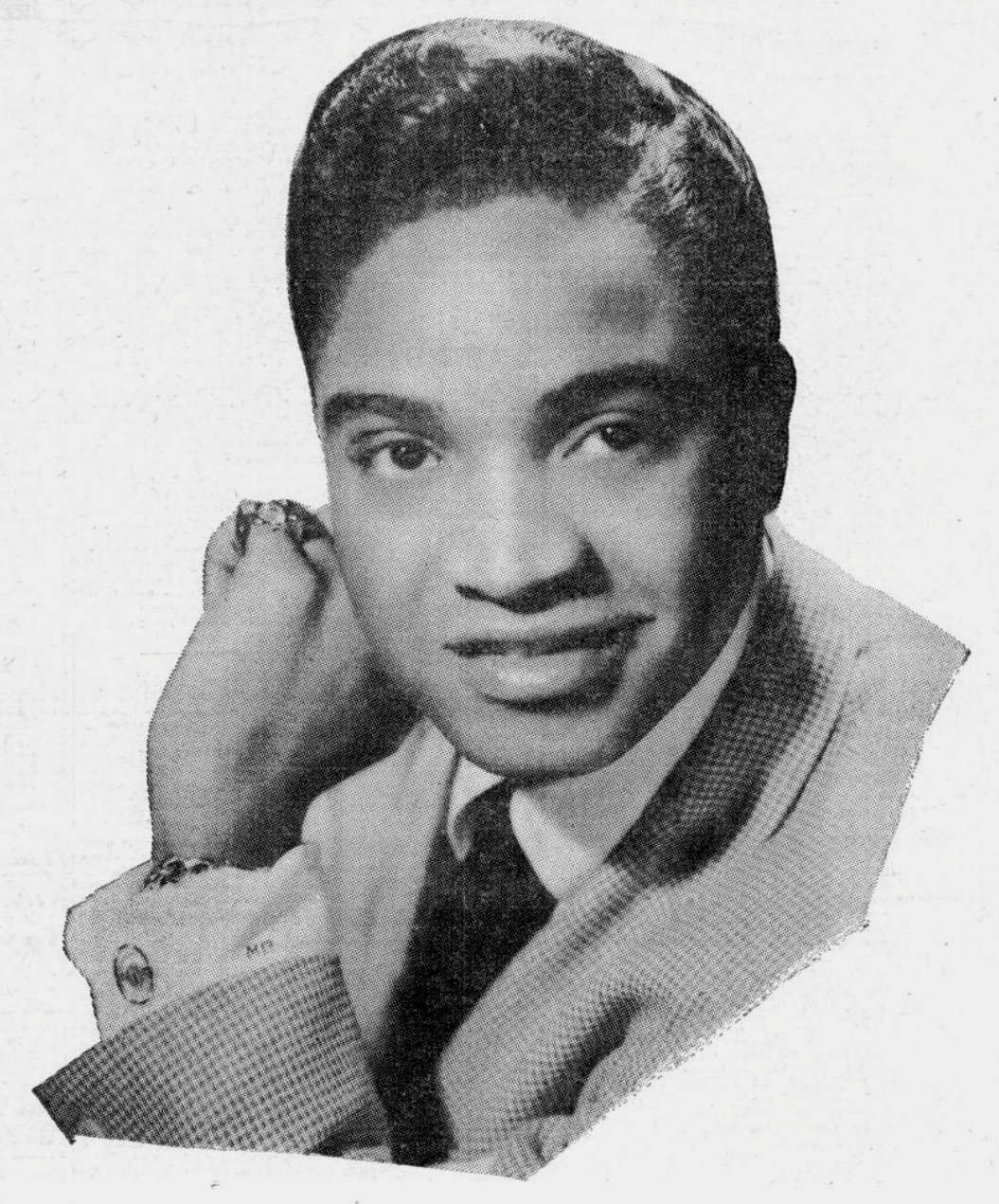
Jackie Wilson sur une publicité de Brunswick Records.

Cette page liste les disques sortis par le chanteur américain Jackie Wilson (1934 - 1984).